# Gmsh
Gmsh ist eine Software zur Gittererzeugung oder Meshing für das Finite-Elemente-Verfahren. Die freie Software wurde von Christophe Geuzaine und Jean-François Remacle unter der GNU General Public License (GPL) programmiert und enthält 4 Module:
- ein Grafikmodul, um 3-dimensionale Formen zu erstellen
- ein Meshingmodul
- ein Gleichungslöser- oder Solvermodul
- ein Postprozessormodul

Gmsh wird zu den besten 3D-Dateibetrachtern gezählt und wissenschaftlich eingesetzt und beschrieben.